# Indicopleustes apicatus
Indicopleustes apicatus är en insektsart som beskrevs av Melichar. Indicopleustes apicatus ingår i släktet Indicopleustes och familjen hornstritar. Inga underarter finns listade i Catalogue of Life.